# Pi Tauri
Pi Tauri (π Tauri , förkortat Pi Tau, π Tau) som är stjärnans Bayerbeteckning, är en jättestjärna belägen i den sydvästra delen av stjärnbilden Oxen. Även om den tycks ligga i stjärnhopen Hyaderna, gör den inte det då den ligger tre gånger längre bort från jorden. Den har en skenbar magnitud på 4,69 och är synlig för blotta ögat. Baserat på parallaxmätning inom Hipparcosuppdraget på ca 7,8 mas, beräknas den befinna sig på ett avstånd av ca 420 ljusår (128 parsek) från solen. Med detta avstånd minskar stjärnans skenbara magnitud med en skymningsfaktor på 0,24 beroende på interstellärt stoft.

## Egenskaper
Pi Tauri är en vit till gul jättestjärna av spektralklass G6 IIIa Fe-1, där suffixnotationen anger ett underskott av järn i spektrumet. Den har en massa som är 3,9 gånger solens massa och en uppskattad radie som är ca 21 gånger större än solens. Den utsänder från dess fotosfär ca 229 gånger mera energi än solen vid en effektiv temperatur på ca 5 090 K.